# 倉林義正
倉林 義正（くらばやし よしまさ、1926年12月5日 - 2021年10月14日）は、日本の経済学者。一橋大学名誉教授。一橋大学経済研究所所長、国連本部統計局局長、国連統計委員会議長、文化経済学会初代会長等を歴任。

## 人物・経歴
埼玉県生まれ。1947年東京商科大学（現一橋大学）専門部卒業。1951年同本科卒業、前期特別研究生。1954年後期特別研究生。中山伊知郎ゼミ出身。1956年に高橋長太郎主任教授の下で一橋大学経済研究所国民所得・再生産研究部門助手となり、国民経済計算研究を始める。その後大川一司所長の誘いで経済企画庁経済研究所の国民経済計算調査委員会専門委員となり、国民経済調査委員会報告作成に関わり、のちに国民経済計算調査会議議長代理等も務めた。
1960年一橋大学経済研究所講師。1962年助教授。1972年教授。1978年から佐藤定幸の後任として所長。1983年国際連合本部統計局（UNSO）局長に就任。国連統計委員会議長なども務め、SNA改定などにあたった。1990年定年退官、一橋大学名誉教授、東洋英和女学院大学人文学部社会科学科教授。1992年から1994年まで文化経済学会初代会長。2005年瑞宝中綬章受章。指導学生に釜江廣志（一橋大学名誉教授）、小野浩（北海道大学名誉教授）など。